# Apothosia conformis
Apothosia conformis är en fjärilsart som beskrevs av George Francis Hampson 1918. Apothosia conformis ingår i släktet Apothosia och familjen björnspinnare. Inga underarter finns listade i Catalogue of Life.